# Comuna Pîsmeceve, Solone
Pîsmeceve (în ucraineană Письмечеве) este o comună în raionul Solone, regiunea Dnipropetrovsk, Ucraina, formată din satele Bezborodkove, Krute, Pîsmeceve (reședința), Pșenîcine și Starodniprovske.

## Demografie
Componența lingvistică a satului Pîsmeceve
     Ucraineană (94,5%)
     Rusă (4,81%)
     Alte limbi (0,7%)
Conform recensământului din 2001, majoritatea populației satului Pîsmeceve era vorbitoare de ucraineană (94,5%), existând în minoritate și vorbitori de rusă (4,81%).